# Mimela rugicauda
Mimela rugicauda – gatunek chrząszcza z rodziny poświętnikowatych, podrodziny rutelowatych i plemienia Anomalini.
Gatunek ten został opisany w 1917 przez Gilberta Johna Arrowa.
Ciało długości 18 mm i szerokości 10 mm, podłużno-owalne, silnie wypukłe, gładkie i błyszczące, głęboko niemetalicznie jabłkowozielone z nieco metalicznym pygidium i miedzianoczerwonymi spodem i odnóżami, tylko po bokach spodu i nad pygidium niewyraźnie owłosione. Głowa raczej skąpo, a przedplecze bardzo delikatnie punktowane. Boki przedplecza delikatnie zaokrąglone, wszystkie kąty prawie proste (tylne nieco bardziej rozwarte od przednich), a jego nasada dość silnie płatkowata. Śródpiersie wyciągnięte w ostry, długi wyrostek. Przód pokrywy bardzo drobno punktowany, tył zaś punktowany grubo i pomarszczenie ze śladami wgłębionych linii podłużnych. Pygidium gęsto granulowane.
Chrząszcz orientalny, znany z Kurseong w indyjskim stanie Sikkim.